# Dictyla coloradensis
Dictyla coloradensis är en insektsart som först beskrevs av Drake 1917.  Dictyla coloradensis ingår i släktet Dictyla och familjen nätskinnbaggar. Inga underarter finns listade i Catalogue of Life.